# Spolebånd
 For alternative betydninger, se Bånd.
Et spolebånd er et magnetbånd til brug for optagelse og senere gengivelse af lyd ved hjælp af en båndoptager.
Magnetbåndet består af magnetisk jernoxid-belægning på et langt stykke polyester (eller acetat eller papir) viklet om en spole, der kan have forskellige diametre. De typiske båndspoler har en diameter på 7" eller 10,5" (18 eller 26,5 cm), og båndets længde er typisk mellem 1200' og 3600' (370 og 1100 meter). Afhængig af båndets brugshastighed, tykkelse, antal spor og eventuelt brug i begge retninger kan der på et sådant bånd lagres 1-8 timers lydoptagelse. Ved indkøb af rå mængder bånd kan de leveres i større længder på op til 7200'. Den mest normale længde er 3600 fod (540-570 meter) på en 7" (18cm) spole. Tykkelsen er da 35 µm og betegnes oftest LP for Long play. Disse ses dog ofte i flere størrelser mellem 3" og 7" på loppemarkeder, medens der i dag til køb blot findes 5", 7" og 10,5". Disse er oftest beregnet til professionel brug og medens der oftest kun er 7" spoler med LP-båndtypen i 1/4" bredde, til konsumentbrug, så er der oftest 1/4", 1/2", 1" og 2" spoler og uden flanger på 1/4" og 1/2" i størrelser til 10.5" eller derover. En flange er en flad metalskive typisk med huller i et mønster, som både tjener til at se hvor meget bånd der er på spolen, samt at lette påspoling. Typisk er der tre skruer og møtrikker med skrå kanter, således at disse ikke rager ud over flangen, når spolen er samlet.
Ved brug af et spolebånd skal der i de allerfleste tilfælde også bruges en tom spole. Typiske maskiner har det fulde bånd til venstre for tonehovedbroen og den tomme opsamlingsspole til højre. Efter ind- eller afspilningen kan båndet spoles tilbage, og processen kan gentages, eller ved optagelser i begge retninger vendes begge spoler og igen fyldt spole til venstre og tom til højre og så kan båndet spilles til ende i modsat retning. Professionel brug udelukker normalt spoling i begge retninger. Nogle maskiner til hjemmebrug har mulighed for automatisk at afspille, eventuelt også indspille, båndet i modsat retning, såkaldt autoreverse, uden at man skal vende båndet. Det muliggør længere optagelser med en kort pause, mens retningen ændres. Nogle spoler består kun af et nav, hvorpå båndet spoles jævnt, selv ved store hastigheder. Disse kaldes AEG, og navet er en anelse mindre i diameter end NAB; sidstnævnte har deres oprindelse og udbredelse i tysk radiofoni. Resten af Europa benytter CINE, som minder om en tyndere udgave af en smalfilmsspole, en tap for centrering og 3 udhæng for at gribe i spolen under bevægelse.
De fleste båndoptagere kan benyttes lodret og vandret og derimellem. De fleste har låseanordninger i plastik og metal (eks. Akai, Otari og Teac/Tascam) eller blot plast (eks. Revox/BASF, Pioneer, Technics) og eventuelt blot en gummiprop, som eventuelt kan være lavet af blødgjort plast (eks. Sony, Aiwa og B&O).
Til hjemmebrug er det udelukkende 1/4" (6,35mm) bredde, som anvendes, og på disse båndoptagere er der udelukkende CINE tap, hvis der krævedes påsat NAB adapter, som udgjorde langt hovedparten af maskinerne. Tidlige (oftest) europæiske maskiner kunne kun klare spoler op til og med 5" eller 6", men i midten af 1960'erne kom 7" til at være langt det mest udbredte i Europa. I elektronikmagasinerne fra dengang ses et væld af byggesæt, som gav mere eller mindre funktionelle båndoptagere. Det var navnlig i Storbritannien, at sådant kom som samlesæt og blev færdigsamlet, så at fingernemme amatører kunne spare lidt penge. Et af de meste prominente og velkendte er nok Elektor-magasinet, som langt op i 1980'erne bød på dele til båndteknik i løssalg. Mange af de sæt, som blev udbudt i Storbritannien, førtes ikke i andre lande. Tilbehør såsom netop tomme spoler til redigering og færdige lydmontager samt opbevaring af spoler var stort. Efter 2000 er der meget få steder, hvor det fortsat fås,. En af Europas største producenter af spoler og tilbehør til mange formål, Posso, udbyder fortsat spoler igennem deres hjemmeside, men ikke alle forhandlere lagerfører hele sortimentet. Det kan derfor anbefales at kigge på loppemarkeder, inden man søger på internettet. Oftest vil æsker til smalfilmsspoler også kunne bruges.
For forbrugere blev spolebånd mere eller mindre afløst af kassettebånd, som indeholder to spoler i en kassette. Men spolebånd rummer ofte mere information. I 1976 forsøgte producenten Sony at markedsføre en mellemting mellem en kassette og et spolebånd nemlig ElCaset, som består af en kassette, som er lidt tyndere end et VHS videobånd, og omtrent samme bredde og højde, hvori der er et bånd på to halve spoleflanger, som overlapper på midten. Hastigheden er 3 3/4" (9,5 cm/s) og med stereo i begge retninger til en samlet spilletid på 60 og 90 minutter for normale salgskassetter. Formatet faldt dog til jorden med et hult drøn, og for de fleste er spolebånd et fortidslevn, mens er kassetten en nyere ting, omend også den har været på retur siden midten af 1990'erne.
Spolebånd er et samlebegreb, der også dækker over de professionelle bånd, som anvendtes i pladestudier, bånd i flyenes sorte bokse og ældre videobånd-typer. Af dem findes der også forskellige typer. Den 'normale' – radiofonistandard er en kvart tomme bred. Den typiske afviklingshastighed på radiostationer er 7,5" pr. sekund. Men ved optagelse i pladestudier bruger man oftest 15" eller endog 30" pr. sekund, da frekvensgangen bliver mere jævn (og dermed giver bedre lyd), når der benyttes højere hastighed. Til logning af for eksempel flytrafik og politistationer benyttes ofte lave hastigheder såsom 15/16". Disse bruges kun til tale.
De maskiner, der blot står hos almindelige mennesker til brug i hjemmet, er normalt ikke en lydmæssig perle, for her er båndhastigheden også meget lav, selvom maskinen bruges til musik og mere krævende lyde. 1 7/8" = 4,76 cm/s. Endda ofte langsommere end kassettebåndets 4,75 cm i sekundet. Men i mange år har der normalt været mulighed for hastighederne 3 3/4" samt 7,5" på samme apparat. De fleste af disse apparater kan maksimalt klare 7" (18 cm) spoler og de mindre spoler er ikke anbefalelsesværdige til en maskine med blot en motor idet trækkraften på spolerne øges til fare for båndets vel og båndet knækker ved for meget kraft.
Efter trådoptagerens tid, hvor også de store transcriptionsplader kunne indeholde megen information, kom de første tonebånd. De var lavet på papirbasis hos Agfa i Tyskland i midten af 1930'erne, og kom til at spille en rolle under anden verdenskrig, idet Hitlers taler blev udsendt i radiofoni samtidigt flere steder i Det Tredje Rige, medens de allierede undrede sig over, at han var flere steder på samme tid. Efter at amerikaneren Jack Mullins fandt en Telefunken maskine og 50 papirbånd og tog dem hjem til USA for at studere fænomenet, blev amerikanerne de væsentligste udviklere i flere år.
Bing Crosby søgte at slippe for fem shows hver aften, som sendtes videre til fem tidszoner, og spille mere golf i stedet, og derfor blev Ampex sat til at kopiere den tyske maskine, og Scotch producerede brugbart båndmateriale. De første Scotch-bånd var af acetat; de kendes ved, at lys passerer igennem sidelæns, når man holder en spole med båndet foran en lampe. Polyestertyperne, som kom senere, blokerer i stedet for lyset, og er mørke at se på.
Frem til midten af 1960'erne havde man såkaldte homogene spolebånd (uden for fagligt sprog kaldet "stålbånd", se "ODS" under "Staalbaand"). Det var spolebånd uden plastikbase – altså den plastik, som båndemulsionen er sprøjtet på. Den type bånd er imidlertid meget 'skøre'. Til gengæld var det ligegyldigt hvilken side af båndet, der blev indspillet på – blot kulle afspilningssiden være den samme.
Hurtigt vandt plastiktyperne dog frem på grund af både smidighed og redigeringsvenlighed. Flere fabrikanter kom til, både Ampex i USA, Philips og BASF i Europa, Zonal og EMI Tape i England og Maxell og TDK i Asien. Ampex hedder i dag Quantegy. Medens Agfas magnetdivision er under BASF, som nu hedder EMTEC, og EMTEC har solgt magnetbåndsproduktionen fra på auktion, og RMGi i Holland har overtaget alt udstyr og produktion. Zonal laves nu i Australien. Maxell stoppede produktionen lige efter årtusindskiftet og TDK stoppede i midten af 1980'erne.
Philips og alle de øvrige producenter leverede også bånd til andre firmaer, som kunne sætte deres eget navn på. Eksempelvis Shamrock hos Radio Shack, God Tone hos Bilka, Grundig, Revox, Telefunken og så videre. Eksempelvis er alle bånd, som Expert har ført, som ikke var Agfa eller BASF, billige bånd, som blev produceret af de få producenter i store mængder, og lagt på næsten ens plastikspoler og i æsker med forskelligt tryk på.
En stor mængde arkivmateriale ligger endnu på spolebånd, og på ældre arkiv- og masterbånd anvendes ofte såkaldt lagring i formatet "tail-out", hvor båndet lagres på returspolen for at undgå en lille før-kopi på båndet. Når båndet ligger rullet sammen, vil lyden fra et stykke bånd nemlig smitte af på det indre og det ydre lag. Ved at opspole båndet omvendt, undgås denne før-kopi. Kopieffekten høres i mindre generende grad samtidigt i den lyd, der bliver afviklet. Dette princip virker kun på bånd med optagelse i en retning. Tail-out, medfører også at et bånd som er afspillet og lagres på returspolen er pakket meget pænt og kompakt og således kan lagres længere uden at behøve omspoling.
Man kan fremtvinge om pæn vikling forud for lagring ved at afspille båndet på højeste hastighed og derefter gemme det. Nogle maskiner har en såkaldt Spool knap eller lignende arkiv-spolingsfunktion, som giver kontrolleret spoling ved cirka 8x normal afspilningshastighed.
Inden man benytter et bånd i lagringsformatet tail-out, spoles det over til afgivespolen, hvorefter det under afspilning lægger sig pænt på returspolen, som derefter igen kan lagres i lang tid.
Størrelsen på spolen kan variere fra 3" til 14", fra små spoler til batteridrevne transportable apparater og til forsendelse af tale mellem familie og firmaer og op til 10,5", 11,4", 12" og 14" for de professionelle brugere.
De billigste batteridrevne maskiner har en varierende mængde tid på en given spole, idet det ikke er båndet, men spolen som drives rundt. Det får hastigheden til at afvige med unøjagtigheder og variationer fra yderst til inderst til følge, normalt ikke det store problem med mindre man skal afspille et bånd på en helt anden type maskine.
De fleste almindelige maskiner har et tælleværk, som viser omdrejninger af enten venstre eller højre spole under afvikling, og denne er logaritmisk frem for lineær. Dyrere maskiner og de som findes i studier har normaltidsudlæsning, de bedste endda uanset om der spoles frem og tilbage.

## Vedligeholdelse
Spolebånd er særdeles driftsikre (især når der er tale om kraftige redigeringsbånd), men ud over slid på båndet, magnetisme m.v., så går limen mellem plastikbase og emulsion med tiden i opløsning på nogle båndtyper, hvilket betyder, at nogle af båndets flager med emulsion ryger af; med hørbart dårligere lyd til følge. Endnu værre er det såkaldte "sticky tape-syndrom", der ofte er et problem på gamle studie-masterbånd, som ikke er udviklet til samme brug som almindelige bånd og dem, der bruges til radiofoni. Hvis båndet bindemateriale (lim) er en type som ikke er langtidsstabil, men trækker væde fra luften, kommer der med tiden problemer med, at båndene begynder at klistre sammen. Selve limen svækkes og ved afspilning lægger oxiden sig som en tyk pasta henover båndstyr og tonehoveder.
Der findes forskellige måder at redde disse på, men det er et job for professionelle! Man kan under afspilning lægge mærke til det fænomen, at båndet ikke så let slipper venstre spole, og at det klæber sig til båndstyr og tonehoveder, og i små ryk sidder fast på fast båndstyr. I en hurtig bevægelse, hvor båndet skiftevis flytter sig hurtigt et lille stykke og sidder fast et øjeblik, dette lyder meget forvrænget. Samtidigt med dette fænomen aflejres en masse oxid fra båndet overflade på båndstyr og tonehoveder, hvilket kan være så ekstremt, at det er vanskeligt at overføre båndets optagelser til et andet media uden at dehydrere båndet forinden, og skille sig af med det bagefter. Spolen, og i mange tilfælde også æsken dertil, kan genbruges. Ved dehydrering er der to metoder, en hurtig og en langsom.
Den hurtige baserer sig på en varmluftsovn, hvor båndet på laveste grader opvarmes og afgiver fugt. Samme kan også gøres i en af de moderne frugtsnack-maskiner, hvor man fylder en hullet bakke med frugt for at tørre dem, dvs. dehydrering af frugtens overflade. Bånd placeres i en sådan maskine, som kører indtil båndet er dehydreret. I begge tilfælde kan det tage mange timer.
Den langsomme metode er den, hvor båndet placeres uden flanger i en mylar pose, samme type som til fotopapir eller chips, dog ubrugt. I posen lægges også nogle små poser med fugtabsorberende materiale, det kan være moler eller silica-gel perler, ligesom det kendes fra lædervarer, værktøj og elektronisk udstyr. Processen er enkel og kræver ikke strøm eller varme tilført; luften pressen ud af posen, som forsegles, og efter nogen tid åbnes posen, og eventuelle mættede perler erstattes. Moleret (kattegrus) kan ikke genbruges, men silica-perlerne kan genbruges så snart de er tørre (skal det gå hurtigt varmluftsovn, ellers kan de lægges i solen et tørt sted).
Spolebåndoptagere kræver, ligesom alle andre magnetbånd-medier, en defluxning i ny og næ. Herved 'trækker' man magnetismen ud af maskinen. En magnetisme, der er opsamlet ved at båndet kører over båndmaskinen (båndstyret). Det vil sige, at alle de metalflader på båndmaskinen, der er i direkte berøring med båndet, skal afmagnetiseres.
Bemærk her, at defluxning skal læres, for forkert brug af en defluxer kan fuldkommen ødelægge en båndmaskine!
Man sørger for at defluxeren tændes et par meter fra maskinen. Så flyttes defluxeren over mod båndoptageren, hvor man langsomt kører langs båndruten (altså langs alle båndstyr, ruller, arme og tone hoveder). Når alle delene er defluxet, skal man roligt fjerne defluxeren fra maskinen imens man drejer defluxeren rundt om sin egen længdeakse. Når man har fjernet defluxeren ca to meter væk, slukker man den. Det kan være, man skal have en hjælpende hånd til at tage stikket ud af kontakten. Populært sagt, kan man sige, at man trækker magnetismen ud af maskinen.
Defluxeren skal meget tæt på alle de steder, båndet kører på maskinen. Men defluxeren må ALDRIG komme i direkte kontakt med maskindelene! Man kan med fordel placere en dup af plastik på spidsen, hvis der ikke allerede er monteret en sådan.
Inden man starter, er det vigtigt at fjerne alle bånd (samt MiniDisc's og rewriteable cd'er) i nærheden. Andre båndmaskiner bør også stå nogle meter væk fra stedet. Den båndmaskine man defluxer, skal være slukket. Man bør øve sig på en billig (møg)båndoptager, overvåget af en erfaren defluxer.

## Redigering og splejsning
Manuel redigering af bånd har normalt to former.
- Overspilning af udvalgte sektioner fra et eller flere bånd til et nyt.
- Fraklipning af de dele, som skal udelades i en optagelse, på et bånd og splejsninger af båndet ved de ender, som udgør slut på forrige og start på næste del, som skal bruges.

Der er fordele og ulemper ved begge metoder.
Den første metode er nænsom ved båndende, som kan genbruges rigtigt mange gange. Ulempen herved er at man mister lidt kvalitet for hver gang materialet kopieres mellem bånd indtil det færdige resultat foreligger.
Den anden metode bevarer kvaliteten imellem hver redigering, men grundet at båndene splittes op og samles med et lille stykke tape, er der grænser for, hvor mange gange man kan genbrugers samme bånd uden at have for mange splejsninger forud for genindspilning.
Overspilninger kræver to båndmaskiner, en til afspilning og en til optagelse. Den maskine, som afspiller, kan med fordel være en maskine dedikeret til formålet, men det er kun til større projekter eller tilbagevendende arbejde, at det kan betale sig at have en klar arbejdsplads til dette arbejde.
Splejsning bruges ikke bare ved redigering, men også ved reparation af bånd. Knækker et bånd er det bedst at klippe det til i en 45 graders vinkel på smalle bånd op til 1/2", og placere dem tæt imod hinanden, normalt i en lille skinne, og placere et 4-6 cm langt stykke tape henover på langs, disse kan fås i længder på 10-25 meter, og klippes efter behov, eller som afskårne bidder, som altid har samme længde. Den tape som bruges er lidt smallere end selve båndet, og det er så meningen at denne tape ikke skal komme i nærheden af kanten på båndet, da det kan gribe fat i båndstyr og tonehoveder.
Bredere båndtyper klippes til i en knap så brat vinkel og får normalt et tapestykke på tværs langs med klippet. Spolebånd fås i bredder fra 1/4" op til 2".
Grunden til omsorgen for båndet er, at det kører forbi tonehoveder og båndstyr, trykruller og den slags i en meget høj hastighed, og det er meningen at båndet helst skulle være lige så smidigt som før, og ikke lede til mislyde når splejsninger på båndet kommer forbi tonehovedet.
Udover at et bånd kan knække, kan det også strækkes. Det er muligt at strække et spolebånd et par procent ved normal anvendelse. Dette forekommer oftest i ikke professionelle sammenhæng, hvor trækket på returspolen kan være meget kraftigt på mere simpelt opbyggede maskiner med blot en motor. Ikke professionelle båndtyper er gerne tyndere, hvilket giver længere bånd og derfor en bedre båndøkonomi.
Når båndet strækkes for langt forbliver det længere på det forstrakte stykke, og smallere ikke bare i tykkelse men også i bredden, derved er det ikke længere muligt for båndstyr at guide det korrekt henover tonehovedet. Man reparerer båndet ved at klippe det til som ved splejsning, således at der ikke længere er et forstrakt stykke.
Ved splejsning er det vigtigt at have for øje at bånd, som kun har optagelse i en retning er nemme at splejse, idet det oftest gøres for at fjerne en stump, som derved udebliver, og eventuelt fjernede brudstykker af materiale høres blot som udeladelser i denne retning, hvor senere nye indspilninger i anden retning vil være komplette. For bånd med optagelse i begge retninger er det ikke muligt at tilgodese begge retningers optagelse.
Bånd med værdifuldt indhold bør undersøges for materiale i modsat retning, inden redigering vha splejsning, eventuelt vælges den mindst nyttige optagelsesretning, og en kopi af hele den retning oprettes på andet bånd, hvorefter begge bånd lader sig redigere som bånd med optagelse i en retning.